# 48782 Fierz
48782 Fierz è un asteroide della fascia principale. Scoperto nel 1997, presenta un'orbita caratterizzata da un semiasse maggiore pari a 2,7417134 UA e da un'eccentricità di 0,1466020, inclinata di 9,65128° rispetto all'eclittica.